# Aphilas
Aphilas (début IVe siècle) est un roi d'Aksoum.
Il est principalement connu grâce à ses émissions monétaires, les sources textuelles étant muettes à son sujet. Son nom, dont l’étymologie demeure incertaine, apparaît uniquement sur ses monnaies, libellées en grec. Il ne peut être identifié de manière convaincante dans les listes royales aksumites, et son clan est désigné par le nom Bisi Dimele.
Aphilas continue de frapper des monnaies de type romain puis adopte subitement un second type orné de son effigie à l’avers comme au revers, à l’imitation des monnaies d’Arabie du Sud. On peut expliquer ce changement par les nécessités du commerce dans les territoires du Yémen soumis.
Aphilas introduit également l’usage de techniques spécifiques, comme le placage partiel d’or sur certaines pièces d’argent, créant un effet de contraste chromatique qui enrichit la composition visuelle, en particulier dans ses représentations d’éléments à caractère sacré.